# アクス・ジャバグリ自然保護区

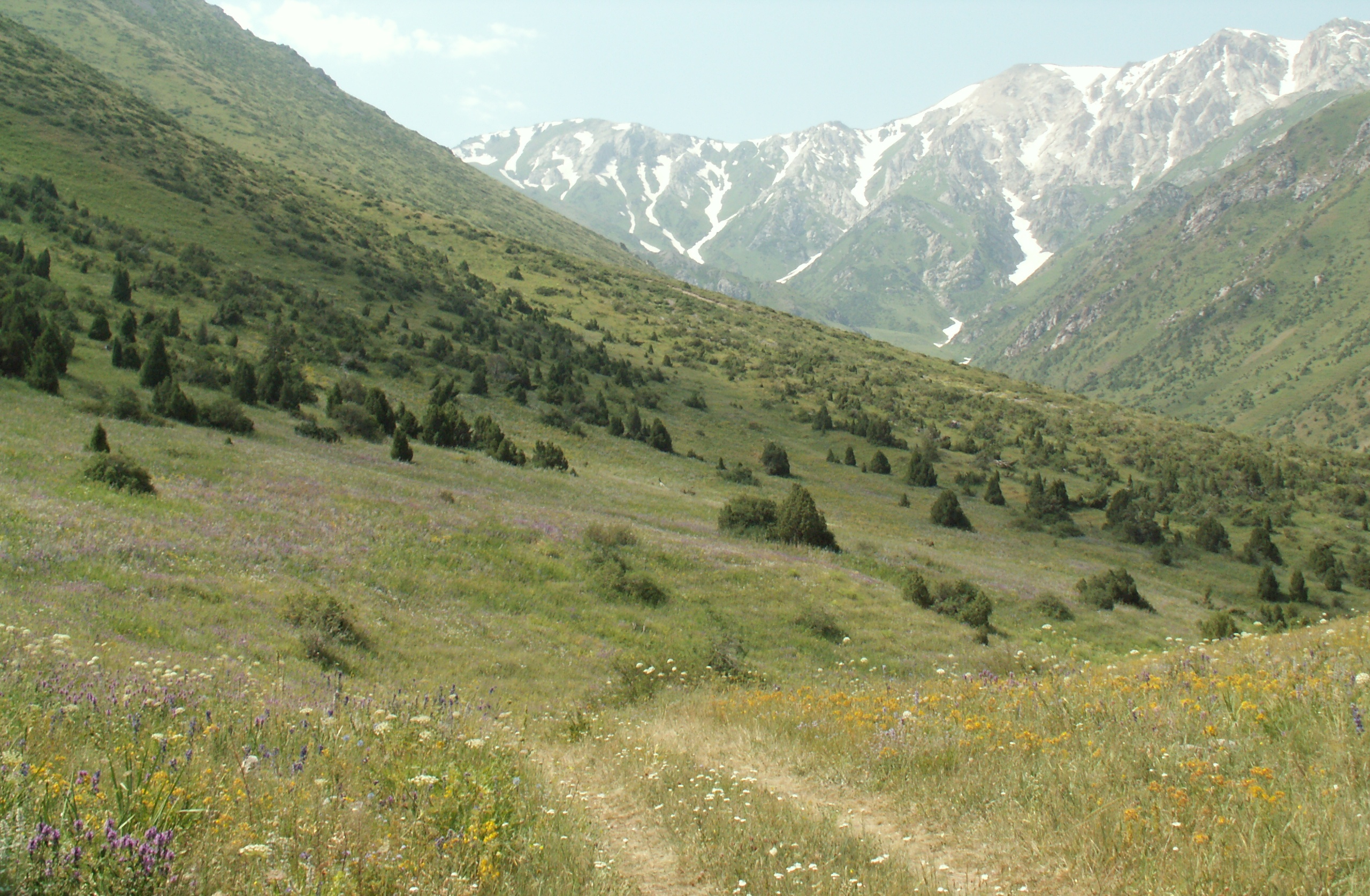
アクス・ジャバグリ自然保護区（カザフスタン）

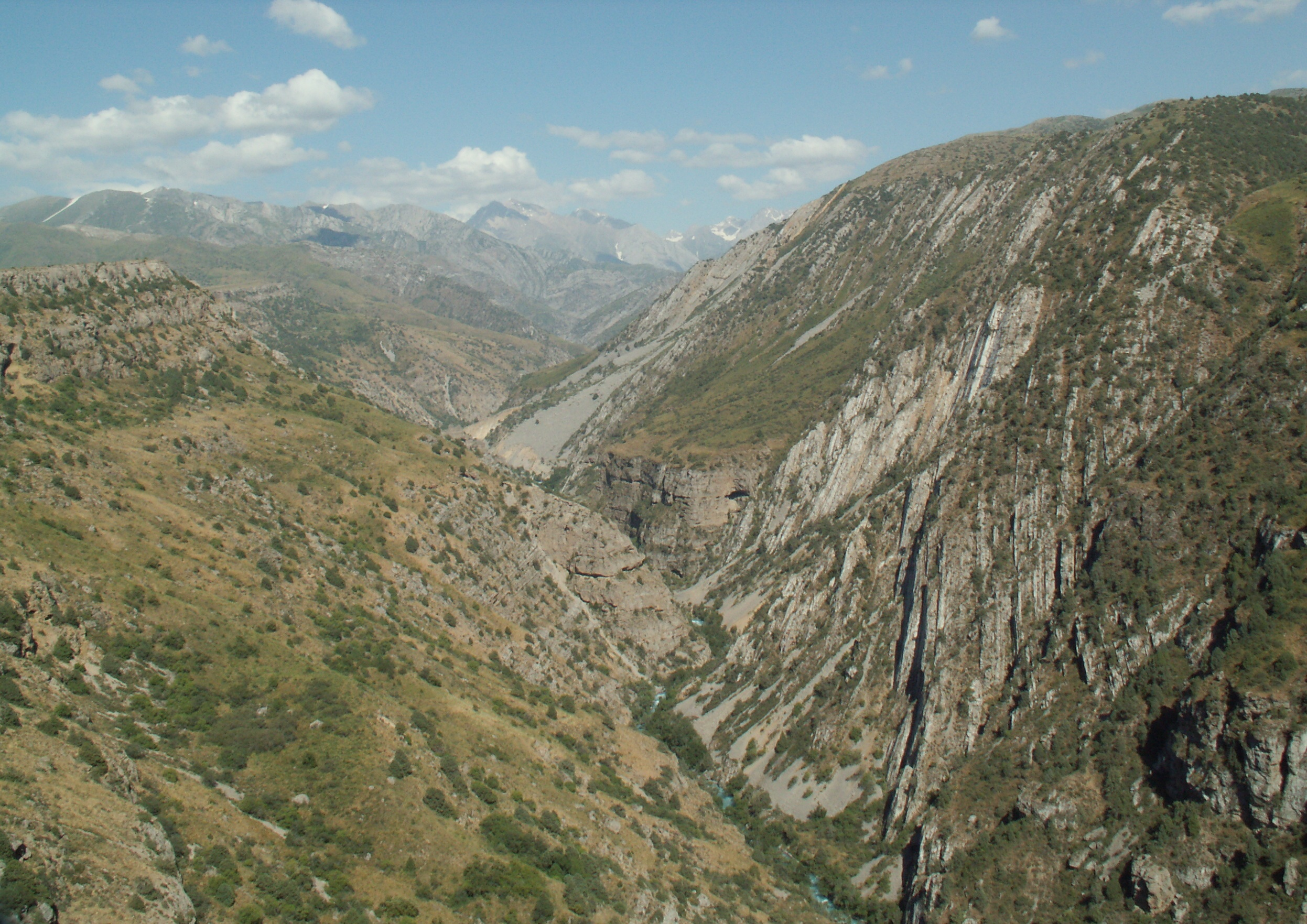
アクス渓谷

アクス・ジャバグリ自然保護区（アクス・ジャバグリしぜんほごく、カザフ語: Ақсу-Жабағылы қорығы）は、カザフスタン共和国最南部にあり、天山山脈の北西支脈の中にある自然保護区で、ウズベキスタン共和国・キルギス共和国両国境に近い。その名称はこの地域で最大のアクス川、この地域の北にある山脈のジャバグリ山脈に由来している。
「西天山」として世界遺産に登録された地域の一部になっており、近年観光ツアーも盛んである。保護区内の山々には西天山地域の特徴であるビャクシン属の森林があり、ハイタカ、ノドジロコマドリ、ヒメクマタカ、セーカーハヤブサ、アネハヅルなどの鳥類、ヒグマ、ドール、マダライタチ、ティエンシャンマーモット、ユキヒョウなどの哺乳類が生息している。2015年にユネスコの生物圏保護区に指定された。
約15万人は保護区の周辺に住んでおり、小麦、大麦、トウモロコシ、シャジクソウ属、ムラサキウマゴヤシの栽培と牛、メリノ種の羊、ヤギ、トロッターとロシアン・ドン種の馬、鶏、七面鳥の養殖が行われる。

## 生物多様性重要地域
生物多様性ホットスポットとして、生物多様性重要地域（KBA）に指定されている。トリガーとなる種として、下記の種が挙げられている。
- Lepidolopha karatavica（キク科 Lepidolopha 属）
- Dryopteris mindshelkensis（オシダ科オシダ属（英語版））
- Malus niedzwetzkyana（バラ科リンゴ属）
- Rhaphidophyton regelii（ヒユ科 Rhaphidophyton 属）
- Betula talassica（カバノキ科カバノキ属）
- Betula tianschanica（カバノキ科カバノキ属）
- Oxytropis talassica（マメ科オヤマノエンドウ属）
- Schrenkia kultiassovii（セリ科 Schrenkia 属）
- Karatavia kultiassovii（セリ科 Karatavia 属）
- Lactuca mira（キク科アキノノゲシ属）
- Cousinia grandifolia（キク科 Cousinia 属）
- Trichanthemis aulieatensis（キク科 Trichanthemis 属）
- Iris alberti（アヤメ科アヤメ属）
- Iris kuschakewiczii（アヤメ科アヤメ属、syn. Juno kuschakewiczii）
- Tulipa alberti（ユリ科チューリップ属）
- Stipa karataviensis（イネ科スティパ属（英語版））
- Aconitum talassicum（キンポウゲ科トリカブト属）
- Anaphalis racemifera（キク科ヤマハハコ属）

以下は世界的に絶滅が危惧されている種であるが、どのグローバルKBAの基準も満たさないとされている種である。
- ユキヒョウ Panthera uncia
- ソウゲンワシ Aquila nipalensis
- カタシロワシ Aquila heliaca
- エジプトハゲワシ Neophron percnopterus
- セーカーハヤブサ Falco cherrug
- コキジバト Streptopelia turtur
- アポロウスバシロチョウ Parnassius apollo
- Saga pedo（キリギリス科 Saga 属）
- Malus sieversii（バラ科リンゴ属）
- ヒガシヒメモリバト（英語版） Columba eversmanni